# Rattus taliabuensis
Rattus taliabuensis — нещодавно описаний вид пацюків з Індонезії.